# Nowotwory jajnika
Nowotwory jajnika – łagodne i złośliwe nowotwory występujące w jajniku.

## Klasyfikacja
- nowotwory złośliwe z nabłonka powierzchniowego i podścieliska (rak jajnika)
- nowotwory jajnika ze sznurów płciowych i podścieliska
- nowotwory mieszane
- nowotwory niesklasyfikowane
- nowotwory przerzutowe
  - najczęściej z macicy, jajowodu, drugiego jajnika
  - guz Krukenberga
  - z raka sutka
  - z czerniaka
  - inne